# عين التينة (القلمون)
عين التينة هي قرية سورية تقع في شمال غرب دمشق على بعد 50 كم، تقع على طرق (دمشق - حمص) إلى معلولا بعمق 3 كيلو متر من الطريق الدولي.
تتميز عين التينة بمناخها المعتدل وموقعها الجبلي المميز في القلمون وترتفع عن سطح البحر حوالي 1480متر، وقد سميت بهذا الاسم لوجود الكثير من أشجار التين فيها منذ زمن بعيد وكذلك تتميز بوجود ينابيع المياه العذبة وتزرع اشجار الفاكهة المختلفة.
موطن شجرة الفستق الحلبي بالتحديد هي منطقة عين التينة في سوريا (منطقة القلمون) وقد عرفت شجرة الفستق الحلبي منذ العصور القديمة ويعود أصلها إلى شجرة البطم التي تتواجد في منطقة حوض المتوسط والشرق الأوسط وتشير كثير من المراجع والحفريات إلى أن هذا الجنس عرف في سورية منذ 3500 سنة قبل الميلاد وبالتحديد في هذه المنطقة.

## السكان
يبلغ عدد السكان القرية حوالي 7 آلاف نسمة يعملون بالزراعة بشكل عام وبشكل كبير منهم بالنقل الداخلي والخارجي وعدد من المهن والحرف الصناعية والتجارية.